# Stanhopea warszewicziana
Stanhopea warszewicziana là một loài lan được tìm thấy ở Costa Rica đến miền tây Panama.

## Hình ảnh

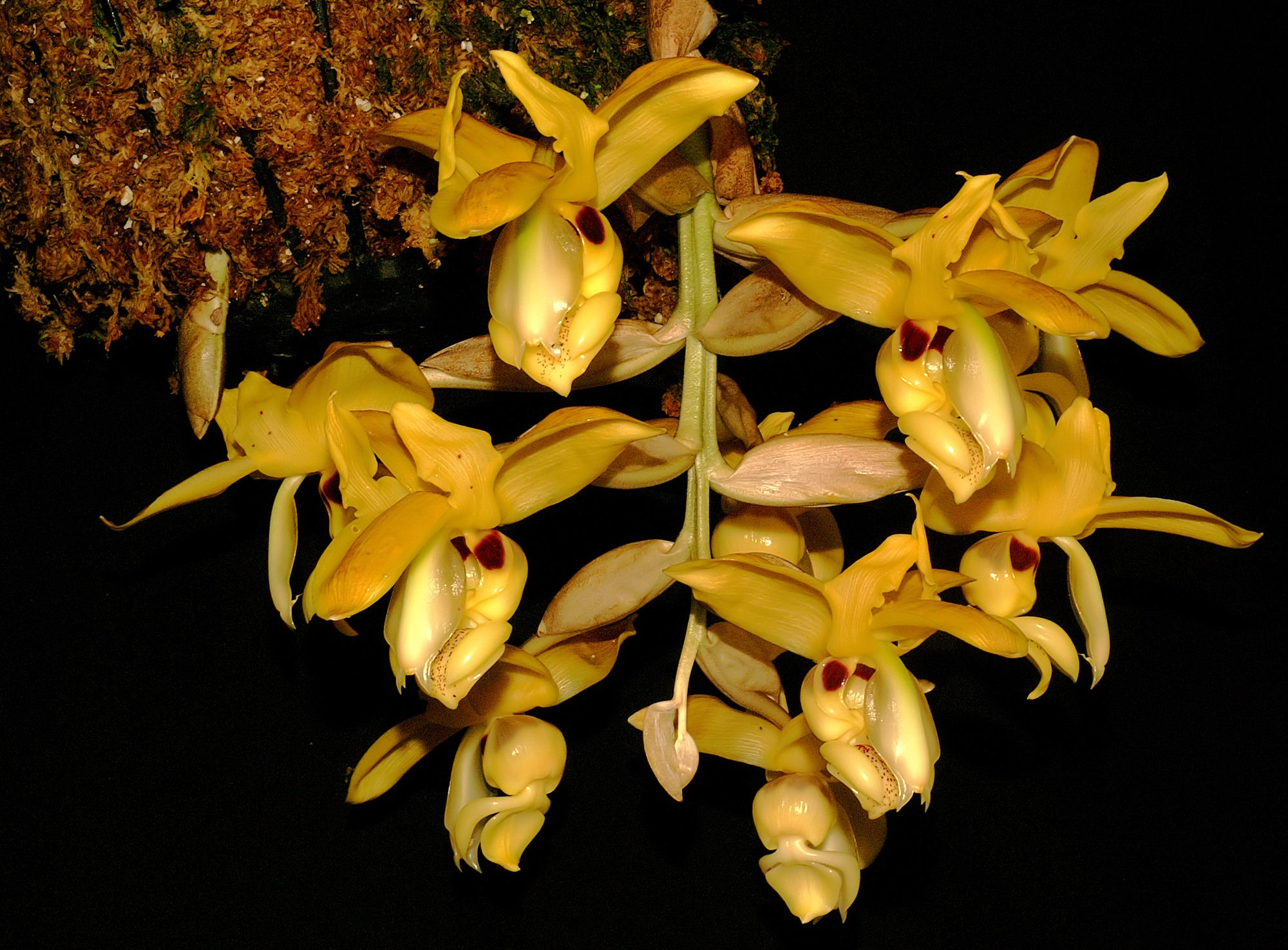
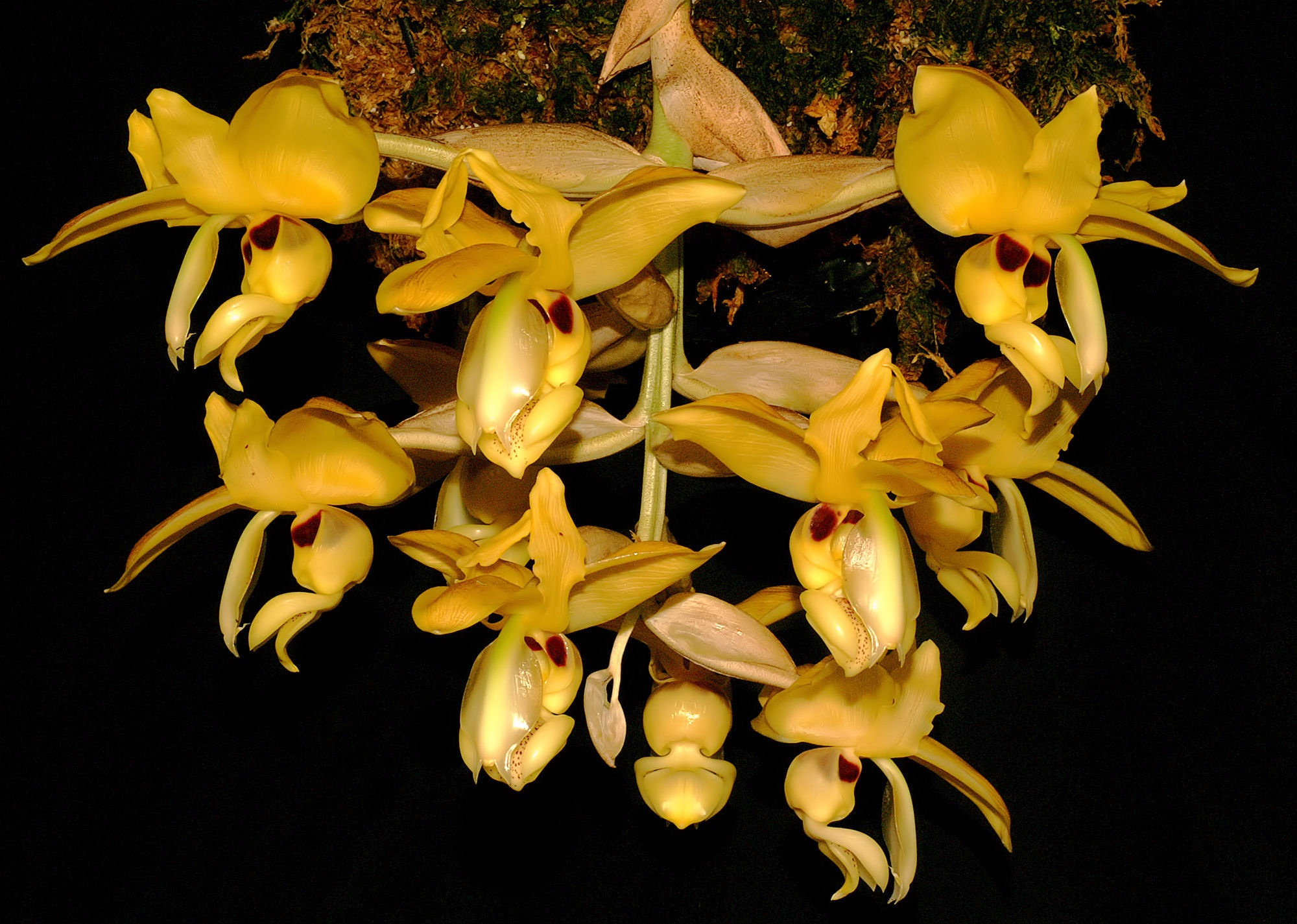
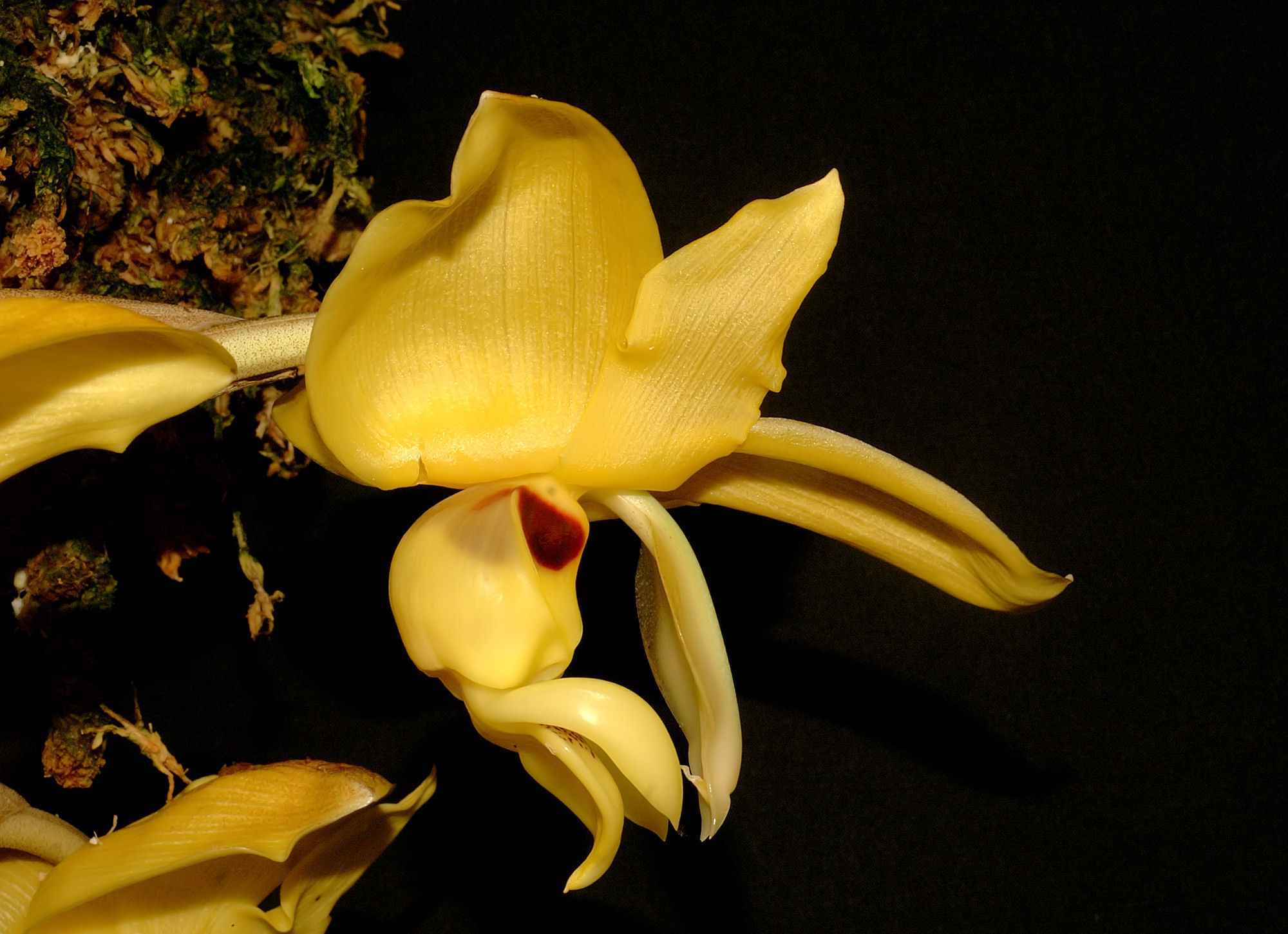
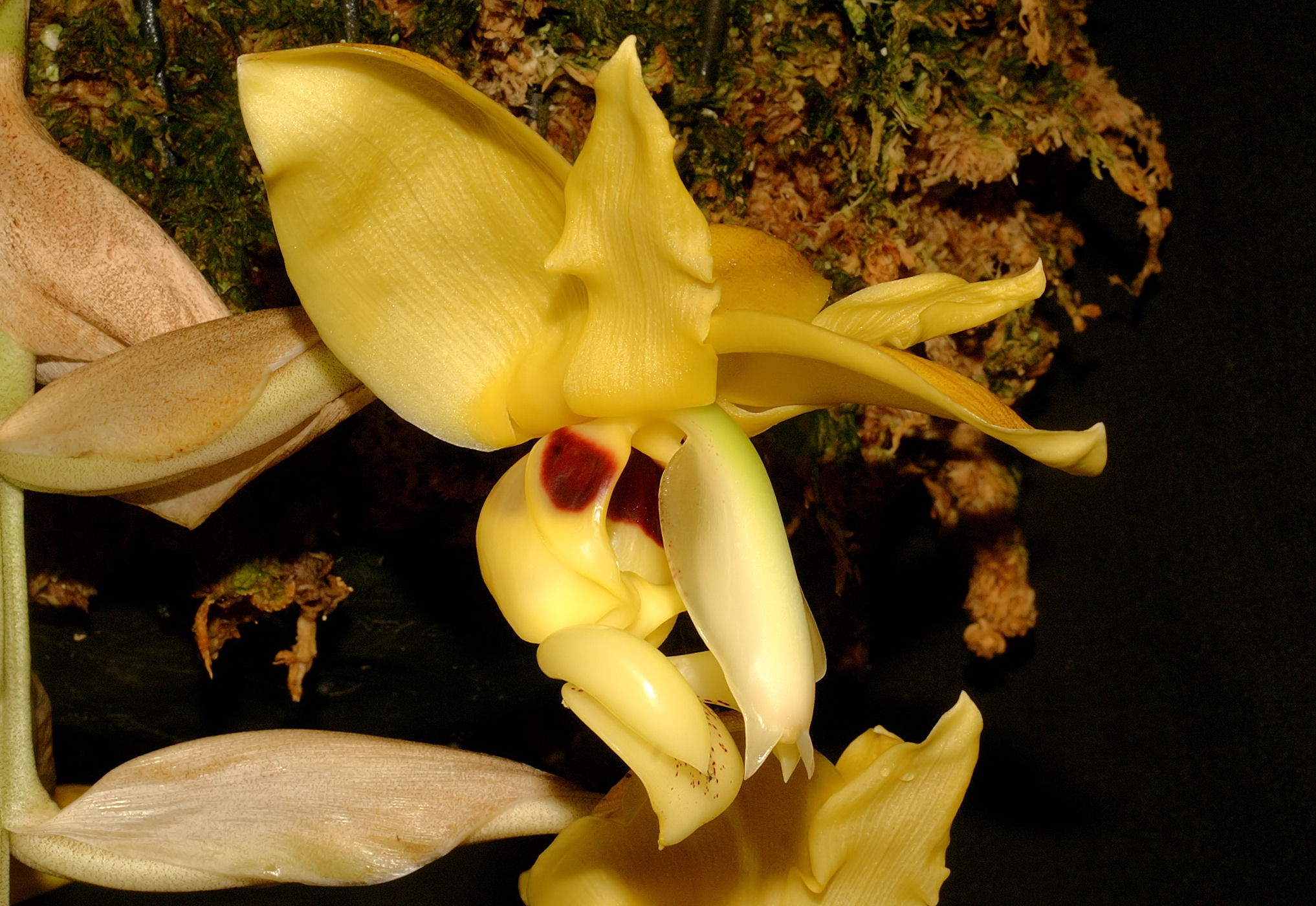